# Torre-Pacheco
Torre-Pacheco, también citado en ocasiones como Torre Pacheco, es un municipio español de la Región de Murcia, enclavado en la llanura del Campo de Cartagena, a 8 km de las playas del Mar Menor. Con 40 074 habitantes (INE 2024), es el sexto municipio de la Región en número de habitantes.

## Historia
En el municipio existen evidencias paleontológicas de la presencia de individuos de la especie Homo neanderthalensis durante el Paleolítico inferior. Los restos se encuentran en la sima de las Palomas en el Cabezo Gordo, que está considerado como un yacimiento de gran importancia en Europa para el estudio de los neandertales. Se han encontrado más de 120 huesos que datan del 150 000 a. C. hasta el 35 000 a. C. y corresponden al menos a nueve individuos distintos.
Durante el período de la Antigua Roma se extraía mármol de las canteras del Cabezo Gordo y este se empleaba en Cartago Nova. Otras actividades económicas que tuvieron lugar en el actual municipio fueron las de tipo agropecuario. La fertilidad de las tierras de este territorio favorecía la agricultura y la ganadería. En esta época no se tiene constancia arqueológica de la existencia de ninguna localidad en el municipio, pero sí eran frecuentes las villas romanas.
En 1243, el por entonces infante Alfonso X el Sabio integra este territorio en la Corona de Castilla en virtud del Tratado de Alcaraz, hecho con el que surgen las primeras fuentes históricas sobre Torre-Pacheco.
En la Baja Edad Media comenzaron a instalarse familias de terratenientes cuyos apellidos dieron lugar a topónimos de algunas localidades. Los Saavedra procedían de Galicia (1330), los Roda de Navarra (1374) y los Pacheco de Portugal (1472). El 7 de noviembre de 1478, el concejo de Murcia envió una carta de donación a Pero Pacheco, fundador de Torre Pacheco. El cortijo y la torre por él construidos fueron el origen de la actual villa. Esta, además, tomó como nombre el apellido de su fundador. Estas familias adquirieron tierras y construyeron casas de labranza para controlar las actividades agropecuarias. En torno a esos edificios surgían pequeños caseríos en medio del campo. Su único amparo, dada la lejanía respecto a castillos y montañas, eran las torres de defensa. Estas servían para comunicarse con la escasa y diversa población y, sobre todo, para protegerse de las incursiones berberiscas que amenazaron a la población entre los siglos XIII y XVIII.
En los siglos XVI-XVIII surgieron nuevas localidades como Balsicas, Roldán, Dolores y Lo Ferro. Este último nombre deriva de una familia de genoveses asentada en Murcia que adquirió tierras en esta comarca. En el siglo XVII se construyeron varias ermitas y algunas de estas dieron nombre a localidades como San Cayetano y Dolores. En 1603 se creó la parroquia de Torre-Pacheco.
Perteneciente desde 1266 al término municipal de Murcia, haciendo la rambla del Albujón de límite con el municipio de Cartagena, es en 1836 cuando se segrega, surgiendo el término municipal de Torre-Pacheco.
En 1900 residían en el municipio 8549 personas. En estos años prácticamente el único medio de vida era el cultivo de secano de cereales, almendro, vid y olivos. En 1979, la finalización de las obras del trasvase Tajo-Segura cambió en gran medida el paisaje y la economía de este territorio. Miles de hectáreas de secano pasaron a ser de regadío.
En 1983, con la creación del municipio de Los Alcázares en la antigua pedanía pachequera del mismo nombre, Torre-Pacheco perdió su salida al Mar Menor.
Actualmente, la moderna tecnología y la abundante mano de obra extranjera han hecho de la agricultura industrial el motor económico de Torre Pacheco y su comarca. Destacan los cultivos de alcachofa, lechuga, brócoli, sandía y melón, entre otros. Aunque también ha generado problemas de contaminación de acuíferos (con afectación al Mar Menor), casos de explotación laboral y disturbios de violencia xenófoba, como los de julio de 2025. 

## Geografía
El municipio de Torre-Pacheco se sitúa en la llanura del Campo de Cartagena. Fue en 1980 cuando el Consejo Regional lo ubicó administrativamente en la Comarca del Mar Menor, una subdivisión del Campo de Cartagena que no se hizo oficial. El centro urbano principal se encuentra a 8 km de las playas del Mar Menor, a 14 km de Cartagena y a 41 km de Murcia.
El término municipal tiene una extensión de 189,4 km², que corresponde al 1,67 % de la superficie total de la Región. Esto representa un tamaño municipal mediano si lo comparamos con la superficie de otros municipios de la Región de Murcia. El municipio está atravesado por la autovía de Murcia (A-30), por la carretera N-301a entre los pK 425 y 428 y por las carreteras provinciales RM-F14, que permite la comunicación con Lobosillo, RM-313, que rodea la localidad por el norte, RM-F22, que conecta con Balsicas, y RM-F30, que se dirige al Mar Menor. 
El único relieve montañoso que existe en Torre-Pacheco es el Cabezo Gordo (308 m), ya que el municipio se encuentra en plena llanura del campo de Cartagena.
El tipo de suelo que predomina en el municipio es el xerosol cálcico.
Torre-Pacheco limita al este con los municipios de San Javier y Los Alcázares; al sur con las diputaciones cartageneras de Albujón, Pozo Estrecho, La Palma y Lentiscar; al norte con las pedanías murcianas de Los Martínez del Puerto, Gea y Truyols y Jerónimo y Avileses; y al oeste con la pedanía fuentealameña de Balsapintada y la murciana de Lobosillo.
| Noroeste: Murcia                                 | Norte: Murcia  | Noreste: San Javier                |
| Oeste: Fuente Álamo de Murcia y Murcia (exclave) |                | Este: San Javier y Los Alcázares   |
| Suroeste: Cartagena                              | Sur: Cartagena | Sureste: Los Alcázares y Cartagena |

### Ramblas
No dispone de cauces fluviales permanentes, pero existen ramblas que, o bien desembocan en el Mar Menor, o bien no cuentan con desembocadura definida. Algunas de estas ramblas son la de rambla de Santa Cruz, rambla de la Señora, rambla de las Pedreras, la de Los Camachos y Rambla de La Maraña. La más importante de todas, que hace de límite sur del municipio, es la rambla del Albujón.

### Clima

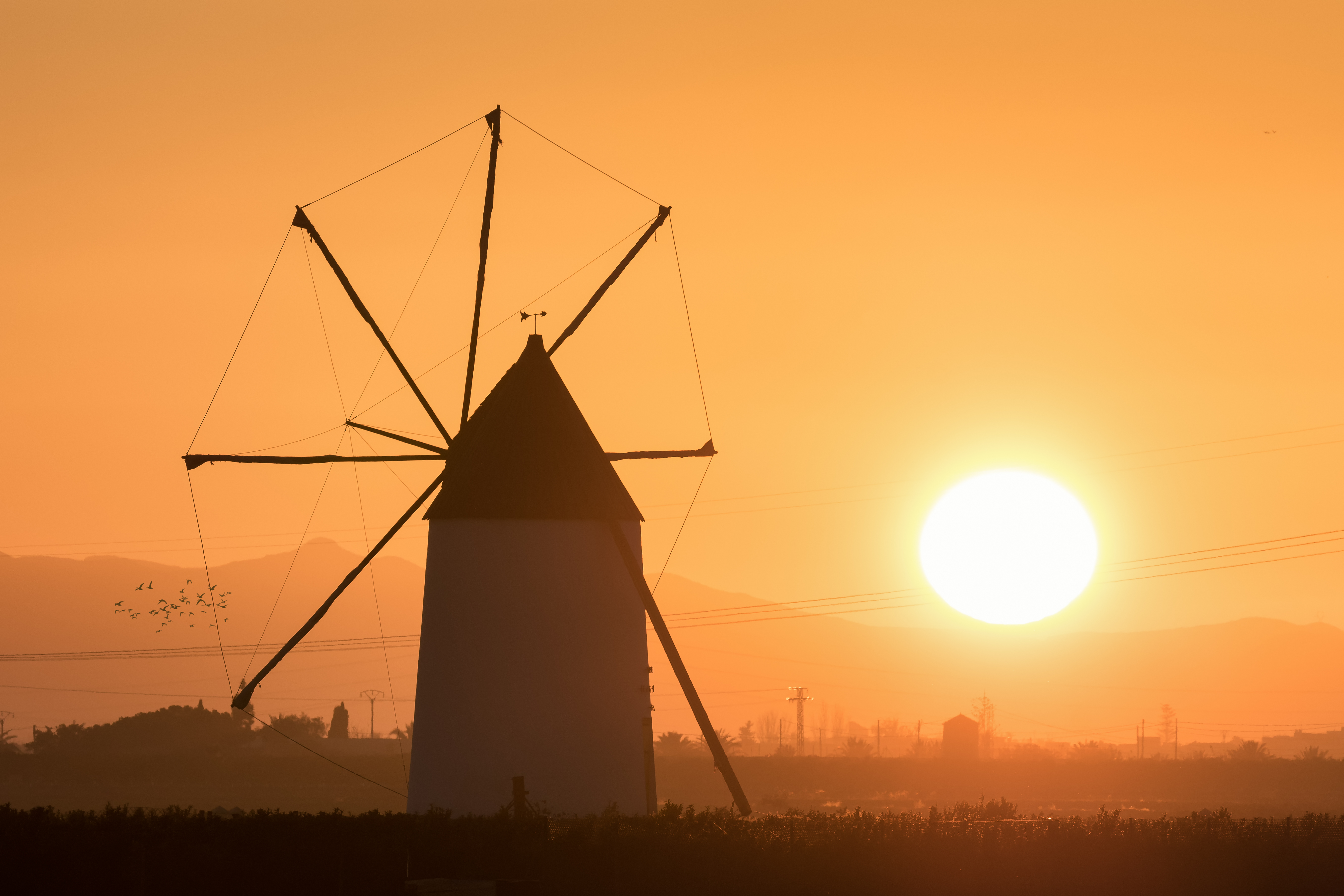
Puesta de sol en Torre-Pacheco, con uno de los tradicionales molinos de viento del Campo de Cartagena

El clima de la zona se define como mediterráneo árido o subárido, de abrigo topográfico o estepario. Su posición cerca del mar suaviza las temperaturas, si bien las precipitaciones difícilmente superan los 300 mm anuales, encontrándonos ante una de las zonas más áridas del país. Estas cuando ocurren son de carácter torrencial. Los máximos pluviométricos se producen en otoño y primavera, siendo los meses más lluviosos octubre y abril. Durante los meses estivales las precipitaciones son muy escasas, que sumado a las altas temperaturas le confieren un marcado índice de aridez.
La temperatura media anual ronda los 17 °C. El mes más frío es enero con una media de 10,5 °C. En agosto, el mes más caluroso, la temperatura media es de 25 °C. En la zona más interior del municipio (El Jimenado y Roldán), la temperatura en invierno llega en ocasiones a los –3 °C, y en verano a los 35 °C.
En enero del año 2005 cayó una nevada que apenas cuajó en el núcleo urbano de Torre-Pacheco, aunque dejó un fino manto blanco que cubrió los campos colindantes y el Cabezo Gordo. La última gran nevada tuvo lugar en los años 1970.

### Espacios naturales protegidos

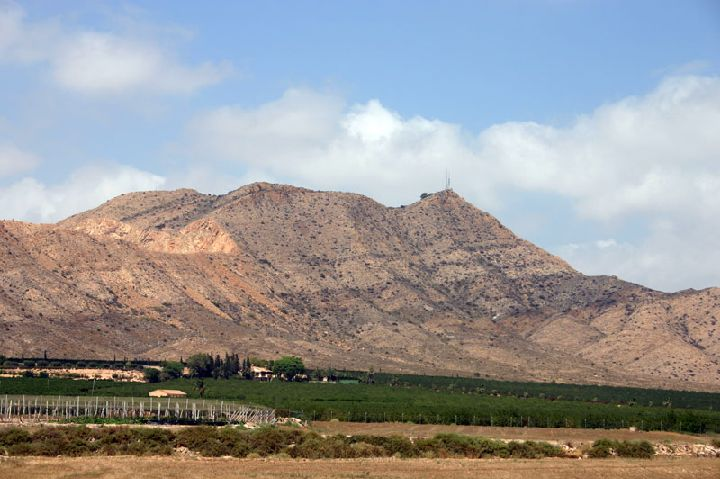
Ladera sur del Cabezo Gordo

El municipio de Torre-Pacheco cuenta con un espacio protegido incluido dentro de la Red Natura 2000, el Cabezo Gordo. Se trata de una elevación de 312 m de altura situada en el centro de la depresión litoral del Campo de Cartagena.
Se trata de una elevación formada por mármoles Triásicos que conserva una representación de diversos hábitats de especies iberoafricanas, como el cornical de Periploca angustifolia y arto (Maytenus senegalensis). Se ha documentado también la presencia del chumberillo de lobo (Caralluma europaea) un iberoafricanismo muy poco frecuente. En cuanto a la fauna, el Cabezo Gordo es el hábitat de numerosas especies de quirópteros - -

### Yacimiento arqueológico de la Sima de las Palomas
En el Cabezo Gordo, en una sima kárstica denominada Sima de las Palomas, se descubrió en 1991 uno de los yacimientos más importantes del mundo de restos del hombre de Neanderthal. En este yacimiento arqueológico se han localizado restos fósiles de, al menos, ocho individuos neanderthal. Los restos han sido datados en el Pleistoceno Superior, entre hace 150 000 y 30 000 años. Asociados a estos restos neanderthales se ha encontrado también industria lítica musteriense.
En 2004 el documental Piedra sobre Piedra, emitido por Grandes Documentales de TVE y producido y dirigido por Roque Madrid, natural del municipio, denunció la proximidad al yacimiento de una cantera de extracción de áridos que podía poner en peligro la excavación y futuros hallazgos, dando voz a los grupos ecologistas que llevaban décadas tratando de frenar la destrucción de la montaña.
En 2014, se está construyendo el Museo Paleontológico y de la Evolución Humana de la Región de Murcia en las inmediaciones de la sima en el que se expondrán los hallazgos de este y otros yacimientos de fósiles de la Región de Murcia.

## Demografía
Torre-Pacheco cuenta con una población de 40 074 habitantes (INE 2024).

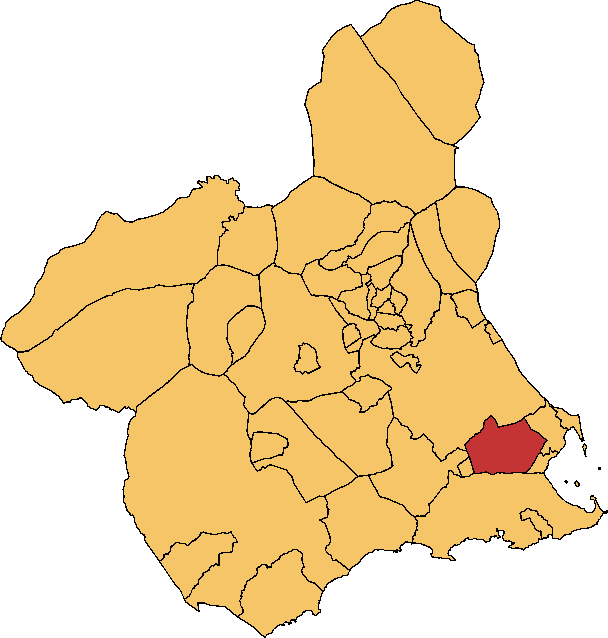
Situación del municipio en la Región de Murcia

| Gráfica de evolución demográfica de Torre Pacheco entre 1842 y 2021 |
| |
| Población de derecho según los censos de población del INE Población de hecho según los censos de población del INEEn estos censos se denominaba Pacheco: 1842 y 1857 Entre el censo de 1991 y el anterior, disminuye el término del municipio porque independiza parte de 30902 (Los Alcázares) |

| Nacionalidad | Hombres | Mujeres | Total  | %      | Proporción |
| ------------ | ------- | ------- | ------ | ------ | ---------- |
| Española     | 13 469  | 13 209  | 26 678 | 69.9 % |            |
| Extranjera   | 6183    | 5279    | 11 462 | 30.0 % |            |

## Economía
El municipio de Torre-Pacheco se sitúa en la cuarta posición entre los municipios con más renta per cápita de la Región de Murcia, tras Murcia, Cartagena y San Javier.
Sin duda, la agricultura intensiva tecnológicamente avanzada gracias a la llegada del trasvase Tajo-Segura es la principal actividad económica del municipio, con presencia de importante empresas alimentarias como la navarra Florette, y otras muchas de sectores derivados como la multinacional Syngenta.

### Industria
Estos son los polígonos industriales del municipio:
- Polígono industrial La Estrella (Torre-Pacheco)
- Polígono industrial La Hita (Torre-Pacheco)
- Polígono industrial de Dolores de Pacheco
- Polígono industrial AUI N.º 6 (Roldán)
- Polígono industrial de Balsicas[33]
- Parque empresarial Polaris World (Balsicas)

## Servicios

### Transporte

#### Carreteras
Torre-Pacheco se encuentra muy bien comunicado por carretera con el resto de la Región y de España por carreteras. Si observamos un mapa, comprobaremos como el municipio está totalmente rodeado por autovías y autopistas.
Estas son las carreteras que atraviesan el municipio:
| Identificador | Itinerario                                       |
| ------------- | ------------------------------------------------ |
| A-30          | Cartagena – Murcia - Albacete - Madrid           |
| RM-2          | Alhama de Murcia - Fuente Álamo - El Jimenado    |
| RM-19         | Baños y Mendigo - Balsicas - San Javier          |
| RM-F12        | Balsicas - Roldán - Fuente Álamo                 |
| RM-F14        | El Jimenado - Torre-Pacheco                      |
| RM-F20        | Balsicas - Avileses                              |
| RM-F26        | Balsicas - Los Alcázares                         |
| RM-F30        | Torre-Pacheco - Los Alcázares                    |
| RM-F36        | Torre-Pacheco - Cartagena                        |
| RM-F35        | Límite municipal Torre Pacheco - Los Alcázares   |
| RM-F21        | Torre-Pacheco - Roldán - Los Martínez del Puerto |
| RM-F22        | Torre-Pacheco - Balsicas                         |
| RM-F23        | San Cayetano - El Mirador                        |
| RM-F27        | San Cayetano - Dolores de Pacheco - Roda         |
| RM-F28        | La Puebla - Dolores de Pacheco - Pozo Aledo      |
| RM-F29        | Torre-Pacheco - Dolores de Pacheco               |
| RM-F51        | Torre-Pacheco - Pozo Estrecho                    |

La autovía  RM-2 , que viene de Alhama de Murcia, no pasa por el núcleo principal de Torre-Pacheco en dirección a Los Alcázares.

#### Autobús
El municipio dispone de dos líneas de autobús urbanas gestionadas por la empresa El Pasico Bus:
| Línea | Recorrido                                   |
| ----- | ------------------------------------------- |
| 1     | Urbano Torre-Pacheco                        |
| 2     | Dolores - Balsicas - Roldán - Torre-Pacheco |

El servicio de viajeros por carretera del municipio se engloba dentro de la marca Movibus, el sistema de transporte público interurbano de la Región de Murcia (España), que incluye los servicios de autobús de titularidad autonómica.
| Línea | Recorrido                                                                                           | Recorrido                                                                                           | Recorrido                                                                                           | Operador       |
| ----- | --------------------------------------------------------------------------------------------------- | --------------------------------------------------------------------------------------------------- | --------------------------------------------------------------------------------------------------- | -------------- |
| 45    | Cartagena - Torre Pacheco - Roldán - Balsicas                                                       | Cartagena - Torre Pacheco - Roldán - Balsicas                                                       | Cartagena - Torre Pacheco - Roldán - Balsicas                                                       | ALSA (TUCARSA) |
| 49    | San Pedro del Pinatar - Santiago de la Ribera - San Javier - Hospital Los Arcos - Balsicas - Roldán | San Pedro del Pinatar - Santiago de la Ribera - San Javier - Hospital Los Arcos - Balsicas - Roldán | San Pedro del Pinatar - Santiago de la Ribera - San Javier - Hospital Los Arcos - Balsicas - Roldán | ALSA (TUCARSA) |
| 411   | Cartagena - Torre Pacheco - Dolores de Pacheco - San Javier - San Pedro del Pinatar                 | Cartagena - Torre Pacheco - Dolores de Pacheco - San Javier - San Pedro del Pinatar                 | Cartagena - Torre Pacheco - Dolores de Pacheco - San Javier - San Pedro del Pinatar                 | ALSA (TUCARSA) |

Además, presta servicio la siguiente línea interurbana desde la estación de autobuses:
| Línea   | Recorrido                                            | Operador |
| ------- | ---------------------------------------------------- | -------- |
| MUR-055 | Murcia - Torre-Pacheco - Los Alcázares - Los Narejos | Interbus |

También presta servicio la siguiente línea de largo recorrido:
| Línea   | Recorrido                      | Operador |
| ------- | ------------------------------ | -------- |
| VAC-055 | Madrid - Alicante con hijuelas | ALSA     |

#### Ferrocarril

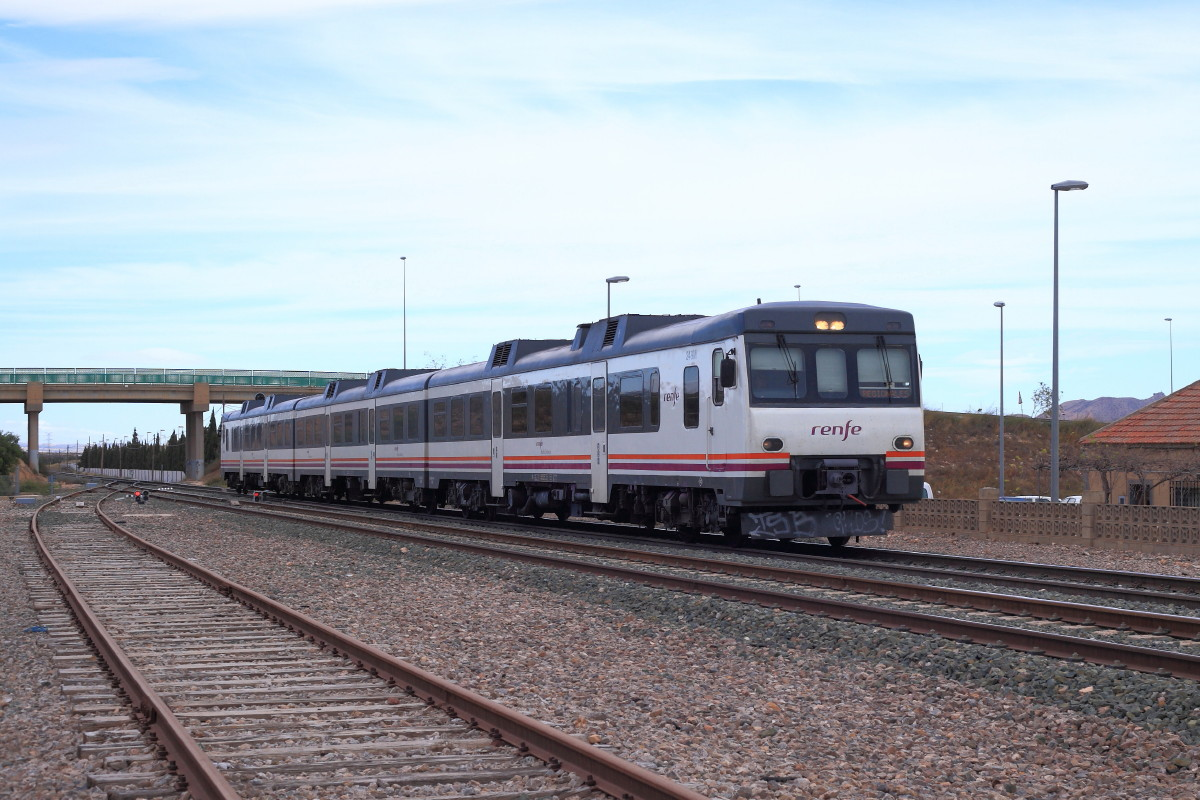
Un tren regional entrando en la estación de Torre-Pacheco, 2013

La línea de ferrocarril Chinchilla-Cartagena, de vía única no electrificada, atraviesa el término municipal de norte a sur. Existen dos estaciones en el municipio, la de Torre-Pacheco y la de Balsicas, esta última muy utilizada por los veraneantes del Mar Menor.

#### Aeropuerto
El actual Aeropuerto Internacional de la Región de Murcia se encuentra a 20 km de Torre-Pacheco, siendo el único en activo en la Región de Murcia tras el cierre para usos civiles del Aeropuerto de Murcia-San Javier. El Aeropuerto de Alicante-Elche se encuentra a 77 km.

#### Distancias
La siguiente tabla muestra las distancias que separan el núcleo principal del municipio de las ciudades y pueblos más importantes de la Región y algunos puntos de España, así como a las capitales de provincias limítrofes.
| Ciudad           | Distancia (km) | Ciudad       | Distancia (km) | Ciudad              | Distancia (km) |
| ---------------- | -------------- | ------------ | -------------- | ------------------- | -------------- |
| Murcia           | 40             | Cartagena    | 14             | Lorca               | 80             |
| San Javier       | 14             | Cieza        | 84             | Caravaca de la Cruz | 110            |
| Yecla            | 115            | Águilas      | 82             | Mazarrón            | 47             |
| Molina de Segura | 50             | Fuente Álamo | 21             | Alicante            | 87             |
| Almería          | 213            | Granada      | 301            | Madrid              | 438            |
| Valencia         | 239            | Barcelona    | 585            | Sevilla             | 528            |
| Bilbao           | 810            | Aerop. Altet | 77             | Aerop. San Javier   | 15             |
| Ciudad Real      | 402            | Toledo       | 439            |                     |                |

## Administración y política

### Gobierno municipal
| Periodo   | Nombre                  | Partido | Partido                                          |
| --------- | ----------------------- | ------- | ------------------------------------------------ |
| 1979-1983 | Pedro Jiménez Ruiz      |         | Unión de Centro Democrático (UCD)                |
| 1983-1987 | Pedro Jiménez Ruiz      |         | Independiente                                    |
| 1987-1995 | Pedro Jiménez Ruiz      |         | Centro Democrático y Social (CDS)                |
| 1995-1999 | Pedro Jiménez Ruiz      |         | Agrupación Independiente de Torre-Pacheco (AITP) |
| 1999-2003 | Francisco Sáez Sáez     |         | Agrupación Independiente de Torre-Pacheco (AITP) |
| 2003-2014 | Daniel García Madrid    |         | Partido Popular (PP)                             |
| 2014-2015 | Josefa Marín Otón       |         | Partido Popular (PP)                             |
| 2015-2023 | Antonio León Garre      |         | Partido Independiente de Torre-Pacheco (PITP)    |
| 2023-act. | Pedro Ángel Roca Tornel |         | Partido Popular (PP)                             |

| Partido político                                      | 2023  | 2023  | 2023       | 2019  | 2019  | 2019       | 2015  | 2015  | 2015       | 2011  | 2011  | 2011       | 2007  | 2007  | 2007       |
| Partido político                                      | Votos | %     | Concejales | Votos | %     | Concejales | Votos | %     | Concejales | Votos | %     | Concejales | Votos | %     | Concejales |
| Partido Popular (PP)                                  | 4814  | 34,71 | 8          | 1601  | 12,79 | 3          | 3929  | 32,71 | 8          | 7152  | 57,45 | 13         | 7177  | 57,24 | 13         |
| Partido Independiente de Torre-Pacheco (PITP)         | 4179  | 30,13 | 6          | 5067  | 40,48 | 9          | 3656  | 30,44 | 7          | 2019  | 16,22 | 3          | 1988  | 15,85 | 3          |
| Vox                                                   | 2602  | 18,76 | 4          | 1634  | 13,05 | 3          | —     | —     | —          | —     | —     | —          | —     | —     | —          |
| Partido Socialista de la Región de Murcia (PSRM-PSOE) | 2165  | 15,61 | 3          | 2557  | 20,42 | 5          | 2401  | 19,99 | 4          | 2188  | 17,58 | 4          | 2758  | 22,00 | 5          |
| Ciudadanos (CS)                                       | —     | —     | —          | 444   | 3,54  | 0          | 907   | 7,55  | 1          | —     | —     | —          | —     | —     | —          |
| Izquierda Unida (IU)                                  | —     | —     | —          | 246   | 1,96  | 0          | 891   | 7,42  | 1          | 902   | 7,25  | 1          | 531   | 4,23  | 0          |
| Somos Región (SR)                                     | —     | —     | —          | 769   | 6,14  | 1          | —     | —     | —          | —     | —     | —          | —     | —     | —          |

### Organización territorial
Por todo el término municipal de Torre-Pacheco se reparten 11 núcleos de población, además del núcleo principal. Las diferencias de tamaño entre unas pedanías y otras es bastante importante pues Roldán supera los 6000 habitantes y otros como Los Camachos apenas sobrepasan los 100.
| Entidad de Población          | Habitantes (2021) |
| ----------------------------- | ----------------- |
| Torre-Pacheco (municipio)     | 37 299            |
| Torre-Pacheco (núcleo urbano) | 18 608            |
| Roldán                        | 7154              |
| Balsicas                      | 3292              |
| Dolores de Pacheco            | 2354              |
| Los Olmos-Hoyamorena          | 1608              |
| San Cayetano                  | 1323              |
| El Jimenado                   | 1262              |
| Hortichuela                   | 679               |
| Los Meroños                   | 400               |
| El Albardinal                 | 286               |
| Santa Rosalía                 | 182               |
| Los Camachos                  | 152               |

### Justicia
Torre-Pacheco pertenece al partido judicial n.º 11 de la Región de Murcia, con sede en San Javier, al que también están adscritos los municipios de San Pedro del Pinatar y Los Alcázares. El Juzgado de Paz de Torre-Pacheco se encuentra en la calle Virgen del Pilar, s/n.

## Cultura
El municipio cuenta con una amplia actividad cultural a lo largo de todo el año, resaltando la Semana de Teatro, el Festival Internacional de Cine por la Diversidad - Andoenredando y el novedoso Festival de Teatro íntimo. También destacar los eventos musicales que realizan las dos bandas de música del municipio y las fiestas de Trinitarios y Berberiscos que se realizan a principios de junio.

### Patrimonio
La localidad de Torre-Pacheco tiene como principales monumentos una serie de iglesias y ermitas distribuidas por todo el término, destacando la del Pasico, así como muchas casas solariegas pertenecientes a las primeras familias que poblaron estas tierras (Casa Fontes, Casa Valderas, Casa Pedreño, o el castillo del Vizconde de Ros en la pedanía de Balsicas).
En todo el término municipal son muy comunes los tradicionales molinos de viento del Campo de Cartagena, utilizados para moler la harina, para producir aceite o para extraer agua del subsuelo. La mayor parte de estos molinos fueron construidos entre los siglos XVIII y XIX y actualmente, se encuentran todos protegidos como Bien de Interés Cultural (B.I.C.) aunque la mayoría están en estado de ruina debido al desuso.
En Torre-Pacheco se encuentran restaurados el Molino del Pasico, el de Hortichuela y el del Tío Pacorro(tras la restauración "del Tío Facorro").

## Ciudades hermanadas
- Campo de Criptana (España)[53]